# The First of a Million Kisses
Albums de Fairground Attraction
Ay Fond Kiss
(1990)
Singles
1. Perfect
Sortie : mars 1988
2. Find My Love
Sortie : juillet 1988
3. A Smile in a Whisper
Sortie : octobre 1988
4. Clare
Sortie : janvier 1989

The First of a Million Kisses est le premier album du groupe britannique Fairground Attraction sorti le 16 mai 1988.
Il se caractérise par un mélange de musiques folk, pop, jazz, country et cajun joué majoritairement en acoustique. Il contient plusieurs chansons à succès, notamment Perfect qui s'est classée en tête des ventes dans plusieurs pays, et connaît lui-même un succès international. Au Royaume-Uni, il est certifié double disque de platine. 
L'album est réédité en 2017 en double CD avec des titres bonus dont certains inédits.

## Distinction
The First of a Million Kisses remporte le Brit Award du meilleur album britannique en 1989, tandis que la chanson Perfect gagne le prix du meilleur single britannique,.

## Musiciens
- Eddi Reader : chant
- Mark E. Nevin : guitares
- Simon Edwards : guitarrón
- Ray Dodds : batterie et percussions

musiciens additionnels
- Kim Burton : accordéon, petite harpe, piano
- Roger Beaujolais : vibraphone, glockenspiel
- Anthony Thistlethwaite : mandoline
- Steve Forster : mandoline
- Ian Shaw : chœurs
- Will Hasty : clarinette

## Liste des titres
Toutes les chansons sont écrites et composées par Mark E. Nevin sauf mentions.
| 1.  | A Smile in a Whisper                                   |             | 3:30 |
| 2.  | Perfect                                                |             | 3:36 |
| 3.  | Moon on the Rain                                       |             | 3:56 |
| 4.  | Find My Love                                           |             | 3:46 |
| 5.  | Fairground Attraction                                  |             | 2:23 |
| 6.  | The Wind Knows My Name                                 |             | 4:10 |
| 7.  | Clare                                                  |             | 3:15 |
| 8.  | Comedy Waltz                                           |             | 3:28 |
| 9.  | The Moon Is Mine                                       |             | 2:40 |
| 10. | Station Street                                         |             | 3:00 |
| 11. | Whispers                                               | Eddi Reader | 3:50 |
| 12. | Allelujah                                              |             | 3:24 |
| 13. | Falling Backwards (ne figure pas sur l'édition vinyle) |             | 2:29 |
| 14. | Mythology (ne figure pas sur l'édition vinyle)         |             | 4:38 |

| 15. | Trying Times       | Donny Hathaway, Leroy Hutson | 3:54 |
| 16. | Winter Rose        |                              | 3:30 |
| 17. | Ay Fond Kiss       | Robert Burns, trad.          | 3:21 |
| 18. | You Send Me        | Sam Cooke                    | 4:45 |
| 19. | Watching the Party |                              | 4:14 |
| 20. | Jock O'Hazeldean   | trad.                        | 3:07 |
| 21. | The Game of Love   |                              | 3:26 |

| 1.  | Mystery Train                               | Junior Parker, Sam Phillips | 1:57 |
| 2.  | Do You Want to Know a Secret                | John Lennon, Paul McCartney | 2:38 |
| 3.  | The Waltz Continues (Live in Japan)         |                             | 3:38 |
| 4.  | Don't Be a Stranger (Live in Japan)         |                             | 3:25 |
| 5.  | Dangerous (Live in Japan)                   |                             | 4:02 |
| 6.  | I Know Why the Willow Weeps (Live in Japan) |                             | 6:14 |
| 7.  | Home to Heartache (Live in Japan)           |                             | 4:46 |
| 8.  | Fear Is the Enemy of Love (Live in Japan)   |                             | 4:22 |
| 9.  | Broken By a Breeze (Live in Japan)          |                             | 5:00 |
| 10. | Goodbye to Songtown (Live in Japan)         |                             | 4:51 |
| 11. | I May Never Be Queen (demo)                 |                             | 4:07 |
| 12. | Prayer to St Valentine                      |                             | 2:19 |
| 13. | Swing Trumpet (demo)                        |                             | 2:47 |
| 14. | Red Ribbon (demo)                           |                             | 3:06 |
| 15. | Find My Love (demo)                         |                             | 3:24 |
| 16. | Mythology (demo)                            |                             | 4:44 |
| 17. | Station Street (demo)                       |                             | 2:48 |
| 18. | The Moon Is Mine (demo)                     |                             | 2:47 |
| 19. | Walking After Midnight (version)            | Alan Block, Donn Hecht      | 1:46 |

## Classements hebdomadaires
| Classement (1988)             | Meilleure position |
| ----------------------------- | ------------------ |
| Allemagne (Media Control AG)  | 38                 |
| Australie (ARIA)              | 9                  |
| Autriche (Ö3 Austria Top 40)  | 17                 |
| Canada (RPM Top Albums)       | 57                 |
| États-Unis (Billboard 200)    | 137                |
| Nouvelle-Zélande (RIANZ)      | 19                 |
| Pays-Bas (Mega Album Top 100) | 29                 |
| Royaume-Uni (UK Albums Chart) | 2                  |
| Suède (Sverigetopplistan)     | 6                  |
| Suisse (Schweizer Hitparade)  | 18                 |

## Certifications
| Pays              | Certification | Unités certifiées |
| ----------------- | ------------- | ----------------- |
| Royaume-Uni (BPI) | 2 × Platine   | 600 000           |